# Berlin-Weißensee
Pour les articles homonymes, voir Weissensee.
Weißensee [ˈvaɪ̯sn̩ˌzeː]  est un quartier de Berlin faisant partie de l'arrondissement de Pankow, du nord de la capitale allemande. Intégré lors de la réforme territoriale du Grand Berlin le 1er octobre 1920, il faisait partie de l'ancien district de Weißensee jusqu'en 2001. Durant la division de la ville, il appartenait à Berlin-Est.
Le quartier est célèbre pour le cimetière juif de Berlin-Weißensee, le plus grand cimetière juif d'Europe, et pour l'ancien vélodrome de Weißensee.

## Géographie

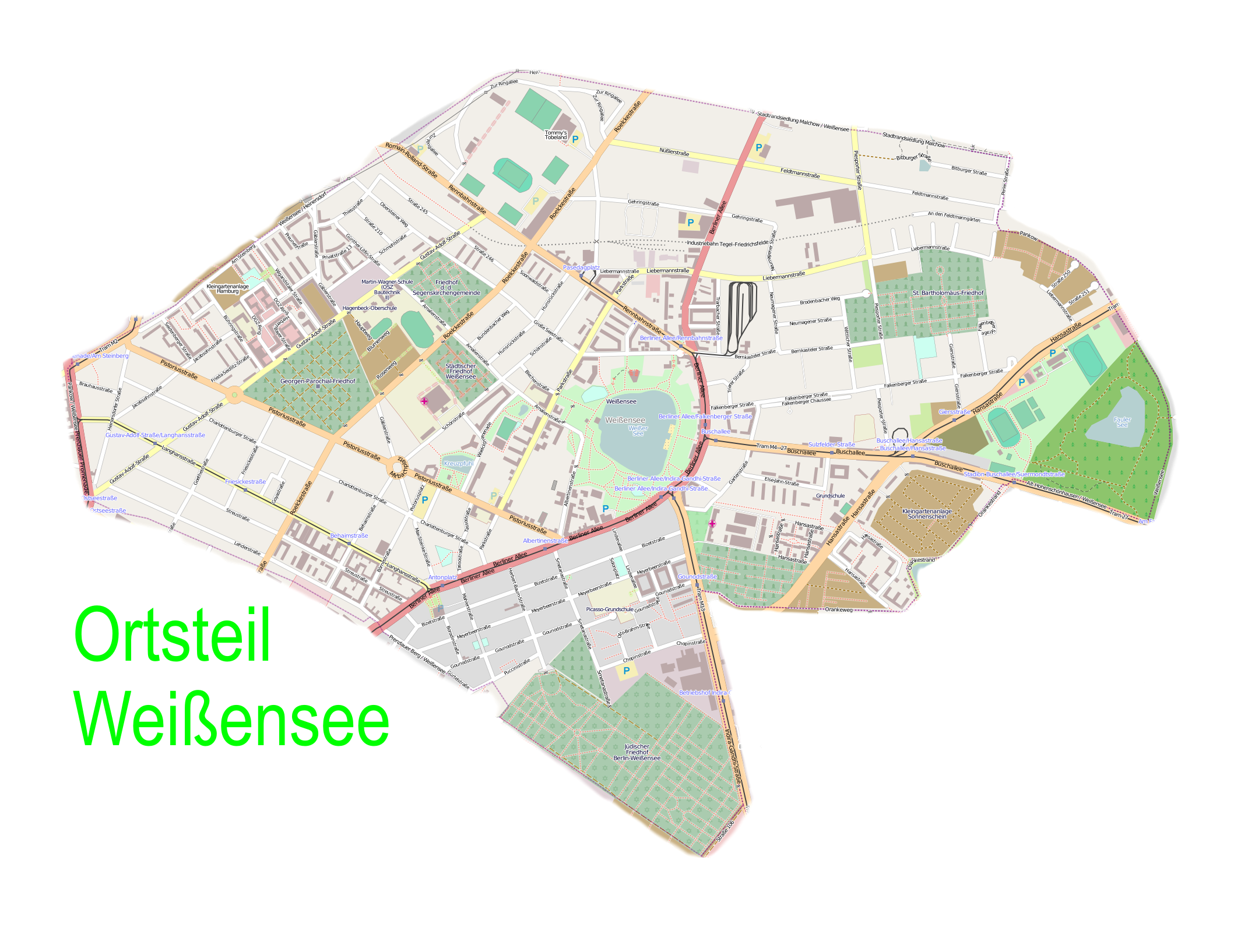
Carte de Weißensee.

Le quartier est situé sur le plateau de Barnim qui s'éleve au nord-est de la vallée de la Sprée. Au sud, il confine au quartier de Prenzlauer Berg et le centre-ville de Berlin. Le territoire est limité par le quartier de Pankow à l'ouest ainsi que par Heinersdorf et Stadtrandsiedlung Malchow au nord. À l'est, il s'étend jusqu'aux limites de l'arrondissement de Lichtenberg. 

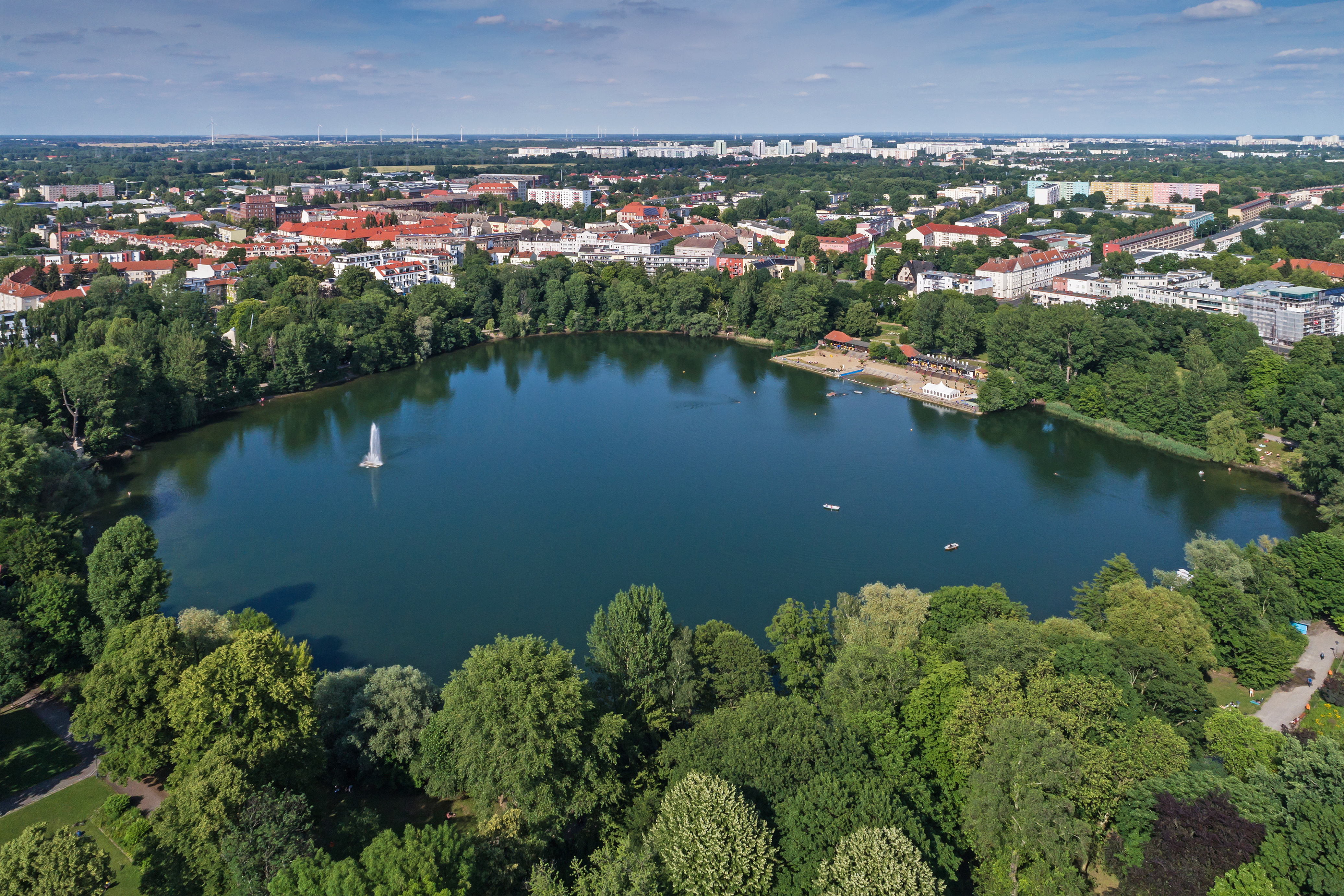
Weißer See.

Le cœur du quartier, un ancien village-rue et domaine seigneurial, se situe sur la rive orientale d'un petit lac, le Weißer See appartenant à une chaîne de lacs glaciaires qui s'étend des hauteurs du plateau. 
La Bundesstraße 2 menant de Berlin vers la frontière polonaise près de Szczecin (Stetin) traverse le quartier. À l'extrémité sud-ouest, la Bundesstraße 109 marque la frontière avec le quartier de Pankow. Weißensee est desservi par le réseau du tramway de Berlin.

## Historique
Le village de Wittense, nommé d'après le lac proche, est mentionné pour la première fois dans un acte de 1313. Il surgit dans les années 1230, au cours de la colonisation germanique dans la marche de Brandebourg, situé sur la route commerciale menant de Berlin sur le plateau de Barnim vers la ville d'Oderberg. L'église paroissiale remonte au XIIIe siècle. Le manoir était la possession de la noble famille von Blankenfeld, inféodée par l'électeur Jean Ier Cicéron de Brandebourg en 1486.
Le village a en effet connu un essor économique par les activités du commerçant et agriculteur Johann Heinrich Leberecht Pistorius à partir de 1821.

## Personnalités liées à Weißensee
- Johann Heinrich Leberecht Pistorius (1777-1858), commerçant et agriculteur prussien, mort à Weißensee ;
- Jürgen Kuczynski (1904-1997), économiste, vit à Weißensee de 1950 jusqu'à sa mort ;
- Gerda (née Georg) von Zobeltitz (1891-1963), modiste allemande, qui fut parmi les premières à obtenir un certificat de travestissement ;
- Werner Klemke (1917-1994), graphiste, illustrateur et professeur d'arts appliqués ;
- Joachim-Ernst Berendt (1922-2000), journaliste, auteur de livres de musique et producteur spécialisé en Jazz ;
- Michael Gwisdek (1942-2020), acteur et réalisateur.

Le dramaturge, écrivain et poète Bertolt Brecht (1898-1956) a habité à Weißensee de 1949 à  1953. 